# Reformowany Kościół Katolicki w Wenezueli
Reformowany Kościół Katolicki Wenezueli, Katolicki Kościół Reformowany Wenezueli Rytu Anglikańskiego, ICARVEN (es. Iglesia Catolica Reformada de Venezuela, Iglesia Catolica Reformada de Venezuela Rito Anglicano) – chrześcijańska wspólnota religijna w Wenezueli. Główny ośrodek religijny tej denominacji znajduje się w mieście Ciudad Ojeda.

## Historia
Kościół został założony w 2007 roku przez byłego anglikańskiego biskupa Leonarda Marin Saavedra. Jego duchowieństwo stanowią w większości byli księża rzymskokatoliccy oraz duchowni luterańscy.
Wspólnota cieszyła się dużym poparciem ze strony prezydenta Wenezueli Hugo Cháveza. Jej działalność jest dofinansowywana przez państwowy koncern naftowy Petróleos de Venezuela.
W 2008 roku w Kościele zostało ordynowanych trzech pierwszych biskupów: Enrique Albornoz Cano, Jon Jen Siu Garcia i Alexis Bertis Vargas.

## Charakterystyka
Reformowany Kościół Katolicki Wenezueli nie jest członkiem Wspólnoty Anglikańskiej. Nie ma nic wspólnego z Reformowanym Kościołem Katolickim (RCC) ani z Reformowanym Kościołem Katolickim w Polsce. ICARVEN w swoim nauczaniu głosi hasła socjalistyczne oraz katolicki liberalizm, teologie wyzwolenia.
Wspólnota posiada obecnie pięć kościołów oraz około 2 tysięcy wiernych. Większość z wyznawców tej denominacji mieszka w wenezuelskim stanie Zulia.